# Rafael Martínez Nieto
Rafael Martínez Nieto (Jaén,1861- Jaén 1924) fue un propietario agrícola, industrial y político español, miembro del Partido Liberal-Conservador, gobernador civil de Cáceres y presidente de la Diputación Provincial de Jaén.

## Biografía
Descendiente de una familia burguesa de Jaén, era el hijo menor del médico cordobés Juan Antonio Martínez Bailén y de Rafaela Nieto Cañada. Tras la muerte de su padre en 1888 heredó junto con sus hermanos la Hacienda Santa Cristina en el valle de Otíñar, antiguo heredamiento fundado en 1827 por su tío Jacinto Cañada Rojo, funcionario de Hacienda, autotitulado barón de Otíñar. Era tío carnal del conocido arquitecto regionalista giennense Luis Berges Martínez y padre político del militar malagueño José Rodríguez de Cueto.

## Trayectoria política
Miembro del Partido Conservador y líder del mismo en la ciudad de Jaén, ocupó diversos cargos en el Ayuntamiento de Jaén, entre ellos el de Primer Teniente de Alcalde. Asimismo fuera de la política local, fue elegido diputado provincial en la Diputación Provincial de Jaén, de la que llegó a ser vicepresidente y presidente interino. Otros cargos políticos ocupados fuera de la provincia fue el de gobernador civil de Cáceres entre 1913 y 1914, y el de Diputado a Cortes por Jaén. Igualmente, ocupó el cargo de Delegado en la provincia de Jaén de la Asociación General de Ganaderos. En virtud de su trayectoria política estaba en posesión de la Gran Cruz de Isabel la Católica.

## Cargos desempeñados
- Presidente de la Diputación Provincial de Jaén.
- Diputado en Cortes Generales.
- Gobernador civil interino de Jaén.
- Gobernador civil de Cáceres (1913-1914).
- Diputado en la Diputación Provincial de Jaén.
- Concejal del Ayuntamiento de Jaén.
- Delegado en la provincia de Jaén de la Asociación General de Ganaderos